# FA Cup 1925-1926
La FA Cup 1925-1926 è stata la 51ª edizione della principale coppa nazionale inglese, nonché della più antica competizione calcistica del mondo. Il trofeo fu vinto per la seconda volta dal Bolton Wanderers, che nella finale disputata a Wembley, superò il Manchester City con il punteggio di 1-0.

## Calendario
Il torneo principale era preceduto da due turni preliminari e quattro turni di qualificazione, mentre la competizione vera e propria, prevedeva sei turni (con i club di First e Second Division che entravano in lizza a partire dal terzo turno), prima di semifinali e finale.
In caso di pareggio dopo i novanta minuti, era prevista la ripetizione della gara, invertendo il campo. In caso di ulteriore pareggio si procedeva con altre ripetizioni, in campo neutro, fin quando una squadra non risultava vincitrice.
Le semifinali e la finale si disputavano tutte in campo neutro.
| Fase                    | Turno                        | Data                     | Squadre che entrano in questo turno                                                                                                 | Squadre qualificate dal turno precedente |
| ----------------------- | ---------------------------- | ------------------------ | --- | ---------------------------------------- |
| Turni di qualificazione | Turno Extra-Preliminare      | Sabato 5 settembre 1925  | Non league | Non league                               |
| Turni di qualificazione | Turno Preliminare            | Sabato 19 settembre 1925 | Non league | Non league                               |
| Turni di qualificazione | Primo Turno Qualificazione   | Sabato 3 ottobre 1925    | Non league | Non league                               |
| Turni di qualificazione | Secondo Turno Qualificazione | Sabato 17 ottobre 1925   | Non league | Non league                               |
| Turni di qualificazione | Terzo Turno Qualificazione   | Sabato 31 ottobre 1925   | Non league | Non league                               |
| Turni di qualificazione | Quarto Turno Qualificazione  | Sabato 14 novembre 1925  | Non league | Non league                               |
| Torneo principale       | Primo Turno (76 squadre)     | Sabato 28 novembre 1925  | 4 squadre della Second Division 22 squadre della Third Division North 18 squadre della Third Division South 7 squadre di non league | 25 provenienti dalle qualificazioni      |
| Torneo principale       | Secondo Turno (38 squadre)   | Sabato 12 dicembre 1925  | | 38 squadre vincitrici del primo turno    |
| Torneo principale       | Terzo Turno (64 squadre)     | Sabato 9 gennaio 1926    | 22 squadre della First Division 18 squadre della Second Division 4 squadre della Third Division South 1 squadra di non league       | 19 squadre vincitrici del secondo turno  |
| Torneo principale       | Quarto Turno (32 squadre)    | Sabato 30 gennaio 1926   | | 32 squadre vincitrici del terzo turno    |
| Torneo principale       | Quinto Turno (16 squadre)    | Sabato 20 febbraio 1926  | | 16 squadre vincitrici del quarto turno   |
| Torneo principale       | Sesto Turno (8 squadre)      | Sabato 6 marzo 1926      | | 8 squadre vincitrici del quinto turno    |
| Torneo principale       | Semi-Finali (4 squadre)      | Sabato 27 marzo 1926     | | 4 squadre vincitrici del sesto turno     |
| Torneo principale       | Finale (2 squadre)           | Sabato 24 aprile 1926    | | 2 squadre vincitrici delle semifinali    |

## Primo Turno
| Gara   | Squadra di casa          | Risultato | Squadra in trasferta        | Data             |
| ------ | ------------------------ | --------- | --------------------------- | ---------------- |
| 1      | Clapton                  | 3–1       | Norwich City                | 28 novembre 1925 |
| 2      | Bournemouth              | 3–0       | Merthyr Town                | 28 novembre 1925 |
| 3      | Rochdale                 | 4–0       | West Stanley                | 1 dicembre 1925  |
| 4      | South Bank               | 1–4       | Stockton                    | 3 dicembre 1925  |
| 5      | Weymouth                 | 0–1       | Newport County              | 28 novembre 1925 |
| 6      | Walsall                  | 0–1       | Grimsby Town                | 28 novembre 1925 |
| 7      | Gillingham               | 6–0       | Southall                    | 28 novembre 1925 |
| 8      | Leyton                   | 1–0       | St Albans City              | 28 novembre 1925 |
| 9      | Chatham                  | 0–3       | Sittingbourne               | 28 novembre 1925 |
| 10     | Luton Town               | 3–0       | Folkestone                  | 28 novembre 1925 |
| 11     | London Caledonians       | 1–2       | Ilford                      | 28 novembre 1925 |
| 12     | Boston                   | 5–2       | Mansfield Town              | 28 novembre 1925 |
| 13     | Doncaster Rovers         | 2–0       | Wellington Town             | 28 novembre 1925 |
| 14     | Tranmere Rovers          | 0–0       | Crewe Alexandra             | 28 novembre 1925 |
| Replay | Crewe Alexandra          | 2–1       | Tranmere Rovers             | 2 dicembre 1925  |
| 15     | Worksop Town             | 1–0       | Coventry City               | 28 novembre 1925 |
| 16     | Accrington Stanley       | 4–0       | Wrexham                     | 28 novembre 1925 |
| 17     | Brentford                | 3–1       | Barnet                      | 28 novembre 1925 |
| 18     | Northampton Town         | 3–1       | Barnsley                    | 28 novembre 1925 |
| 19     | Wath Athletic            | 0–5       | Chesterfield                | 28 novembre 1925 |
| 20     | Brighton & Hove Albion   | 1–1       | Watford                     | 28 novembre 1925 |
| Replay | Watford                  | 2–0       | Brighton & Hove Albion      | 2 dicembre 1925  |
| 21     | Northfleet United        | 2–2       | Queens Park Rangers         | 28 novembre 1925 |
| Replay | Queens Park Rangers      | 2–0       | Northfleet United           | 2 dicembre 1925  |
| 22     | Carlisle United          | 0–2       | Chilton Colliery Recreation | 28 novembre 1925 |
| 23     | Oldham Athletic          | 10–1      | Lytham                      | 28 novembre 1925 |
| 24     | Worcester City           | 0–0       | Kettering Town              | 28 novembre 1925 |
| Replay | Kettering Town           | 0–0       | Worcester City              | 3 dicembre 1925  |
| Replay | Kettering Town           | 2–0       | Worcester City              | 7 dicembre 1925  |
| 25     | Southend United          | 5–1       | Dulwich Hamlet              | 28 novembre 1925 |
| 26     | Bradford Park Avenue     | 2–2       | Lincoln City                | 28 novembre 1925 |
| Replay | Lincoln City             | 1–1       | Bradford Park Avenue        | 2 dicembre 1925  |
| Replay | Bradford Park Avenue     | 2–1       | Lincoln City                | 7 dicembre 1925  |
| 27     | Exeter City              | 1–3       | Swansea Town                | 28 novembre 1925 |
| 28     | Horden Athletic          | 2–3       | Darlington                  | 28 novembre 1925 |
| 29     | Blyth Spartans           | 2–2       | Hartlepools United          | 28 novembre 1925 |
| Replay | Hartlepools United       | 1–1       | Blyth Spartans              | 2 dicembre 1925  |
| Replay | Hartlepools United       | 1–1       | Blyth Spartans              | 7 dicembre 1925  |
| Replay | Hartlepools United       | 1–2       | Blyth Spartans              | 9 dicembre 1925  |
| 30     | Halifax Town             | 0–3       | Rotherham United            | 28 novembre 1925 |
| 31     | Charlton Athletic        | 4–2       | Windsor & Eton              | 28 novembre 1925 |
| 32     | Durham City              | 4–1       | Ashington                   | 2 dicembre 1925  |
| 33     | Southport                | 1–0       | Mold                        | 28 novembre 1925 |
| 34     | Aberdare Athletic        | 4–1       | Bristol Rovers              | 28 novembre 1925 |
| 35     | New Brighton             | 2–0       | Barrow                      | 28 novembre 1925 |
| 36     | Torquay United           | 1–1       | Reading                     | 28 novembre 1925 |
| Replay | Reading                  | 1–1       | Torquay United              | 2 dicembre 1925  |
| Replay | Reading                  | 2–0       | Torquay United              | 7 dicembre 1925  |
| 37     | Farnham United Breweries | 1–10      | Swindon Town                | 28 novembre 1925 |
| 38     | Wigan Borough            | 3–0       | Nelson                      | 2 dicembre 1925  |

## Secondo Turno
| Gara   | Squadra di casa             | Risultato | Squadra in trasferta        | Data             |
| ------ | --------------------------- | --------- | --------------------------- | ---------------- |
| 1      | Clapton                     | 1–0       | Ilford                      | 12 dicembre 1925 |
| 2      | Reading                     | 6–0       | Leyton                      | 12 dicembre 1925 |
| 3      | Crewe Alexandra             | 2–2       | Wigan Borough               | 12 dicembre 1925 |
| Replay | Wigan Borough               | 2–1       | Crewe Alexandra             | 16 dicembre 1925 |
| 4      | Swindon Town                | 7–0       | Sittingbourne               | 12 dicembre 1925 |
| 5      | Boston                      | 1–0       | Bradford Park Avenue        | 12 dicembre 1925 |
| 6      | Stockton                    | 4–6       | Oldham Athletic             | 12 dicembre 1925 |
| 7      | Doncaster Rovers            | 0–2       | Rotherham United            | 12 dicembre 1925 |
| 8      | Worksop Town                | 1–2       | Chesterfield                | 12 dicembre 1925 |
| 9      | Queens Park Rangers         | 1–1       | Charlton Athletic           | 12 dicembre 1925 |
| Replay | Charlton Athletic           | 1–0       | Queens Park Rangers         | 17 dicembre 1925 |
| 10     | Accrington Stanley          | 5–0       | Blyth Spartans              | 12 dicembre 1925 |
| 11     | Brentford                   | 1–2       | Bournemouth                 | 12 dicembre 1925 |
| 12     | Northampton Town            | 3–1       | Newport County              | 12 dicembre 1925 |
| 13     | Southend United             | 1–0       | Gillingham                  | 12 dicembre 1925 |
| 14     | Swansea Town                | 3–2       | Watford                     | 12 dicembre 1925 |
| 15     | Durham City                 | 0–3       | Southport                   | 12 dicembre 1925 |
| 16     | Aberdare Athletic           | 1–0       | Luton Town                  | 12 dicembre 1925 |
| 17     | New Brighton                | 2–0       | Darlington                  | 12 dicembre 1925 |
| 18     | Chilton Colliery Recreation | 1–1       | Rochdale                    | 12 dicembre 1925 |
| Replay | Rochdale                    | 1–2       | Chilton Colliery Recreation | 17 dicembre 1925 |
| 19     | Kettering Town              | 1–1       | Grimsby Town                | 12 dicembre 1925 |
| Replay | Grimsby Town                | 3–1       | Kettering Town              | 15 dicembre 1925 |

## Terzo Turno
| Gara   | Squadra di casa         | Risultato | Squadra in trasferta        | Data            |
| ------ | ----------------------- | --------- | --------------------------- | --------------- |
| 1      | Birmingham              | 2–0       | Grimsby Town                | 9 gennaio 1926  |
| 2      | Blackpool               | 0–2       | Swansea Town                | 9 gennaio 1926  |
| 3      | Chesterfield            | 0–1       | Clapton Orient              | 9 gennaio 1926  |
| 4      | Clapton                 | 2–3       | Swindon Town                | 9 gennaio 1926  |
| 5      | Bournemouth             | 2–0       | Reading                     | 9 gennaio 1926  |
| 6      | South Shields           | 3–0       | Chilton Colliery Recreation | 9 gennaio 1926  |
| 7      | Southampton             | 0–0       | Liverpool                   | 9 gennaio 1926  |
| Replay | Liverpool               | 1–0       | Southampton                 | 13 gennaio 1926 |
| 8      | Notts County            | 2–0       | Leicester City              | 9 gennaio 1926  |
| 9      | Nottingham Forest       | 1–0       | Bradford City               | 9 gennaio 1926  |
| 10     | Blackburn Rovers        | 1–1       | Preston North End           | 9 gennaio 1926  |
| Replay | Preston North End       | 1–4       | Blackburn Rovers            | 14 gennaio 1926 |
| 11     | Bolton Wanderers        | 1–0       | Accrington Stanley          | 9 gennaio 1926  |
| 12     | Wolverhampton Wanderers | 1–1       | Arsenal                     | 9 gennaio 1926  |
| Replay | Arsenal                 | 1–0       | Wolverhampton Wanderers     | 13 gennaio 1926 |
| 13     | Middlesbrough           | 5–1       | Leeds United                | 9 gennaio 1926  |
| 14     | West Bromwich Albion    | 4–1       | Bristol City                | 9 gennaio 1926  |
| 15     | Sunderland              | 8–1       | Boston                      | 9 gennaio 1926  |
| 16     | Derby County            | 0–0       | Portsmouth                  | 9 gennaio 1926  |
| Replay | Portsmouth              | 1–1       | Derby County                | 13 gennaio 1926 |
| Replay | Derby County            | 2–0       | Portsmouth                  | 18 gennaio 1926 |
| 17     | Everton                 | 1–1       | Fulham                      | 9 gennaio 1926  |
| Replay | Fulham                  | 1–0       | Everton                     | 14 gennaio 1926 |
| 18     | Sheffield United        | 2–0       | Stockport County            | 9 gennaio 1926  |
| 19     | Newcastle United        | 4–1       | Aberdare Athletic           | 9 gennaio 1926  |
| 20     | Tottenham Hotspur       | 5–0       | West Ham United             | 9 gennaio 1926  |
| 21     | Northampton Town        | 3–3       | Crystal Palace              | 9 gennaio 1926  |
| Replay | Crystal Palace          | 2–1       | Northampton Town            | 13 gennaio 1926 |
| 22     | Plymouth Argyle         | 1–2       | Chelsea                     | 9 gennaio 1926  |
| 23     | Millwall                | 1–1       | Oldham Athletic             | 9 gennaio 1926  |
| Replay | Oldham Athletic         | 0–1       | Millwall                    | 12 gennaio 1926 |
| 24     | Hull City               | 0–3       | Aston Villa                 | 9 gennaio 1926  |
| 25     | Southend United         | 5–2       | Southport                   | 9 gennaio 1926  |
| 26     | Cardiff City            | 2–2       | Burnley                     | 9 gennaio 1926  |
| Replay | Burnley                 | 0–2       | Cardiff City                | 13 gennaio 1926 |
| 27     | Port Vale               | 2–3       | Manchester United           | 9 gennaio 1926  |
| 28     | Charlton Athletic       | 0–1       | Huddersfield Town           | 9 gennaio 1926  |
| 29     | New Brighton            | 2–1       | The Wednesday               | 9 gennaio 1926  |
| 30     | Wigan Borough           | 2–5       | Stoke City                  | 9 gennaio 1926  |
| 31     | Corinthian              | 3–3       | Manchester City             | 9 gennaio 1926  |
| Replay | Manchester City         | 4–0       | Corinthian                  | 13 gennaio 1926 |
| 32     | Rotherham United        | 2–3       | Bury                        | 9 gennaio 1926  |

## Quarto Turno
| Gara   | Squadra di casa   | Risultato | Squadra in trasferta | Data            |
| ------ | ----------------- | --------- | -------------------- | --------------- |
| 1      | Bournemouth       | 2–2       | Bolton Wanderers     | 30 gennaio 1926 |
| Replay | Bolton Wanderers  | 6–2       | Bournemouth          | 3 febbraio 1926 |
| 2      | Bury              | 3–3       | Millwall             | 30 gennaio 1926 |
| Replay | Millwall          | 2–0       | Bury                 | 3 febbraio 1926 |
| 3      | South Shields     | 2–1       | Birmingham           | 30 gennaio 1926 |
| 4      | Notts County      | 2–0       | New Brighton         | 30 gennaio 1926 |
| 5      | Nottingham Forest | 2–0       | Swindon Town         | 30 gennaio 1926 |
| 6      | Errori comuni     | 1–2       | Aston Villa          | 30 gennaio 1926 |
| 7      | Sheffield United  | 1–2       | Sunderland           | 30 gennaio 1926 |
| 8      | Tottenham Hotspur | 2–2       | Manchester United    | 30 gennaio 1926 |
| Replay | Manchester United | 2–0       | Tottenham Hotspur    | 3 febbraio 1926 |
| 9      | Manchester City   | 4–0       | Huddersfield Town    | 30 gennaio 1926 |
| 10     | Fulham            | 3–1       | Liverpool            | 30 gennaio 1926 |
| 11     | Clapton Orient    | 4–2       | Middlesbrough        | 30 gennaio 1926 |
| 12     | Crystal Palace    | 2–1       | Chelsea              | 30 gennaio 1926 |
| 13     | Southend United   | 4–1       | Derby County         | 30 gennaio 1926 |
| 14     | Cardiff City      | 0–2       | Newcastle United     | 30 gennaio 1926 |
| 15     | Swansea Town      | 6–3       | Stoke City           | 30 gennaio 1926 |
| 16     | Arsenal           | 3–1       | Blackburn Rovers     | 30 gennaio 1926 |

## Quinto Turno
| Gara   | Squadra di casa   | Risultato | Squadra in trasferta | Data             |
| ------ | ----------------- | --------- | -------------------- | ---------------- |
| 1      | Notts County      | 0–1       | Fulham               | 20 febbraio 1926 |
| 2      | Aston Villa       | 1–1       | Arsenal              | 20 febbraio 1926 |
| Replay | Arsenal           | 2–0       | Aston Villa          | 24 febbraio 1926 |
| 3      | Bolton Wanderers  | 3–0       | South Shields        | 20 febbraio 1926 |
| 4      | Sunderland        | 3–3       | Manchester United    | 20 febbraio 1926 |
| Replay | Manchester United | 2–1       | Sunderland           | 24 febbraio 1926 |
| 5      | Manchester City   | 11–4      | Crystal Palace       | 20 febbraio 1926 |
| 6      | Millwall          | 0–1       | Swansea Town         | 20 febbraio 1926 |
| 7      | Clapton Orient    | 2–0       | Newcastle United     | 20 febbraio 1926 |
| 8      | Southend United   | 0–1       | Nottingham Forest    | 20 febbraio 1926 |

## Sesto Turno
| Gara   | Squadra di casa   | Risultato | Squadra in trasferta | Data          |
| ------ | ----------------- | --------- | -------------------- | ------------- |
| 1      | Nottingham Forest | 2–2       | Bolton Wanderers     | 6 marzo 1926  |
| Replay | Bolton Wanderers  | 0–0       | Nottingham Forest    | 10 marzo 1926 |
| Replay | Bolton Wanderers  | 1–0       | Nottingham Forest    | 15 marzo 1926 |
| 2      | Fulham            | 1–2       | Manchester United    | 6 marzo 1926  |
| 3      | Clapton Orient    | 1–6       | Manchester City      | 6 marzo 1926  |
| 4      | Swansea Town      | 2–1       | Arsenal              | 6 marzo 1926  |

## Semifinali
| Sheffield 27 marzo 1926, ore 15:00 BST | Manchester City | 3 – 0 | Manchester Utd | Bramall Lane |

| Londra 27 marzo 1926, ore 15:00 BST | Bolton | 3 – 0 | Swansea Town | White Hart Lane |

## Finale
| Arbitro: | I. Baker |

|          |           |  |
| Jack 76’ | Marcatori |  |

| Bolton Wanderers | Manchester City |

|                   |                  |  |  |
|                   |                  |  |  |
| P                 | Dick Pym         |  |  |
| D                 | Bob Haworth      |  |  |
| D                 | Harry Greenhalgh |  |  |
| C                 | Harry Nuttall    |  |  |
| C                 | Jimmy Seddon     |  |  |
| C                 | Billy Jennings   |  |  |
| A                 | Billy Butler     |  |  |
| A                 | Jack Smith       |  |  |
| A                 | David Jack       |  |  |
| A                 | Joe Smith (C)    |  |  |
| A                 | Ted Vizard       |  |  |
| Manager:          |                  |  |  |
| Charles Foweraker |                  |  |  |

|                       |                    |  |  |
|                       |                    |  |  |
| P                     | Jim Goodchild      |  |  |
| D                     | Sam Cookson        |  |  |
| D                     | Philip McCloy      |  |  |
| D                     | Charlie Pringle    |  |  |
| C                     | Sam Cowan          |  |  |
| C                     | Jimmy McMullan (C) |  |  |
| A                     | Billy Austin       |  |  |
| A                     | Tommy Browell      |  |  |
| A                     | Frank Roberts      |  |  |
| A                     | Tommy Johnson      |  |  |
| A                     | George Hicks       |  |  |
| Comitato manageriale: |                    |  |  |
| Albert Alexander      |                    |  |  |

| NOTE - Gara unica. - Tempi supplementari in caso di pareggio al 90°. - Ripetizione in caso di ulteriore parità dopo i tempi supplementari. |